# Антонівка (Каховський район)
Анто́нівка — село в Україні, у Костянтинівській сільській громаді Каховського району Херсонської області. Населення становить 483 осіб.
ВАТ «Прогрес». Комунальне підприємство «Фенікс». Навчально-виховний комплекс. Сільський клуб. Бібліотека.
24 лютого 2022 року село тимчасово окуповане російськими військами під час російсько-української війни.

## Населення
Згідно з переписом УРСР 1989 року чисельність наявного населення села становила 410 осіб, з яких 173 чоловіки та 237 жінок.
За переписом населення України 2001 року в селі мешкало 465 осіб.

### Мова
Розподіл населення за рідною мовою за даними перепису 2001 року:
| Мова       | Відсоток |
| ---------- | -------- |
| українська | 94,20 %  |
| російська  | 5,38 %   |
| молдовська | 0,21 %   |
| інші       | 0,21 %   |